# Argumentum a silentio

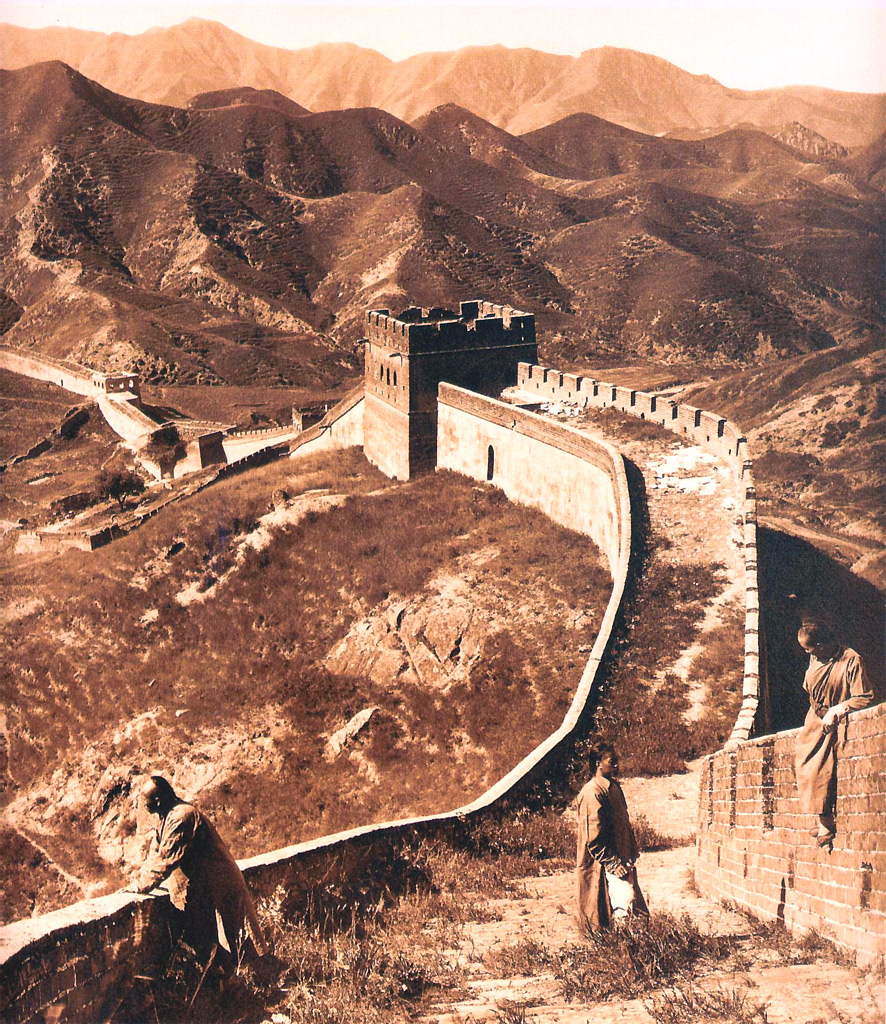
Les carnets de voyage de Marco Polo ne contiennent aucune mention de la Grande Muraille, ce qui est parfois utilisé pour affirmer qu'il n'a jamais visité la Chine.

L’argumentum a silentio, argumentum ex silentio ou sophisme du silence est un raisonnement fallacieux par lequel quelqu'un conclut à l'absence d'un élément sous prétexte de l'absence de preuve ou de témoignage de l'existence de cet élément.
Le sophisme du silence est notamment utilisé en histoire pour tenter de démontrer qu'un évènement n'a pas eu lieu ou qu'un personnage historique n'a pas existé, en se basant sur des documents qui ne mentionnent pas ces évènements ou ces personnes. Ce faisant, au lieu d'analyser le contenu d'un document, ce sophisme repose sur ce que le document et son auteur « aurait dû dire ». La plupart du temps, cet argument est rejeté pour sa faiblesse logique ou considéré comme fallacieux.
Ce sophisme est raisonné par la maxime « absence de preuve n'est pas preuve de l'absence ».

## Exemple
« Les girafes n'existaient pas à l'époque de Jules César. — Pourquoi le penses-tu ? — Il n'en parle jamais. »